# Хејзин (Арканзас)
Хејзин (енгл. Hazen) град је у америчкој савезној држави Арканзас.

## Демографија
По попису из 2010. године број становника је 1.468, што је 169 (-10,3%) становника мање него 2000. године.
| Група             | 2000.         | 2010.         |
| Белци             | 1.308 (79,9%) | 1.125 (76,6%) |
| Афроамериканци    | 302 (18,4%)   | 309 (21,0%)   |
| Азијати           | 0 (0,0%)      | 2 (0,1%)      |
| Хиспаноамериканци | 13 (0,8%)     | 12 (0,8%)     |
| Укупно            | 1.637         | 1.468         |